# SCIC-Bottecchia

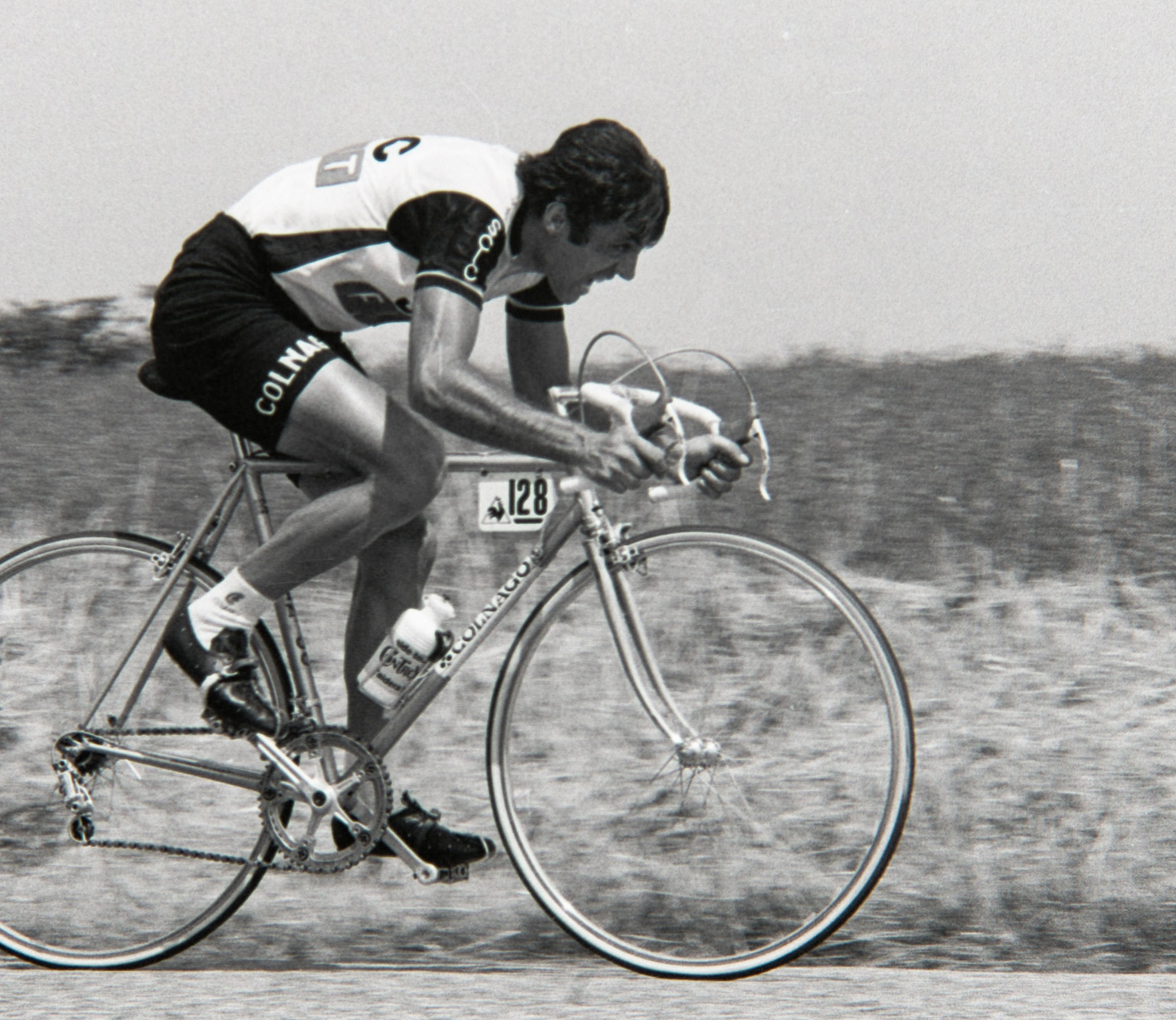
Walter Riccomo bei der Tour im Teamtrikot von 1976

SCIC-Bottecchia war ein italienisches professionelles Radsportteam, das von 1969 bis 1979 bestand. Hauptsponsor war ein italienischer Hersteller von Küchenmöbeln aus Parma.

## Geschichte
Das Team wurde 1969 unter der Leitung von Ercole Baldini gegründet. Im ersten Jahr belegte das Team beim Giro d’Italia den 12. Platz und den zweiten Platz beim Giro di Toscana. 1970 konnten zweite Plätze bei der Coppa Agostoni, Giro di Toscana und dritte Plätze bei den Rennen Grand Prix Monaco, Trofeo Laigueglia, Giro di Campania und Trofeo Matteotti erreicht werden. 1971 konnten zweite Plätze bei Genua–Nizza, Mailand-Turin, Giro di Romagna, Trofeo Matteotti, Grand Prix Forli, Giro delle Tre Provincie und dritte Plätze beim Grand Prix Monaco, Gran Premio Industria e Commercio di Prato, Coppa Placci und beim Giro dell’Emilia erzielt werden. Gegenüber den Vorjahren wurde lediglich noch ein dritter Platz bei Giro della Provincia di reggio Calabria erreicht.
Nach 1972 nahm das Team auch 1973 nicht am Giro d’Italia teil, konnte aber wieder mit guten Platzierungen aufweisen. Dazu zählen die zweite Plätze bei Gran Premio Industria e Commercio di Prato, Giro di Romagna, Giro del Veneto, Giro del Lazio. Dritte Plätze konnte das Team bei der Giro di Sardegna, Tirreno–Adriatico, Giro di Puglia und der Gran Piemonte. 1974 fuhr das Team einen guten Giro d’Italia und mussten sich am Ende Eddy Merckx um nur 12 Sekunden geschlagen geben. Unter anderem wurde Platz 2 bei der Coppa Agostoni und Platz 3 bei Gran Premio Industria e Commercio di Prato und der Coppa Sabatini erreicht. Gute Platzierungen wurden 1975 bei der Lombardei-Rundfahrt, Mailand–Turin, der Coppa Sabatini und der Coppa Placci mit dem jeweiligen zweiten Platz erreicht. Außerdem beendete das Team den Giro d’Italia auf den Plätzen 7 und 10.
1976 konnte das Team bei den italienischen Klassiker mit Platz 2 bei Mailand–Sanremo und Platz 3 bei der Lombardei-Rundfahrt gut platzieren. Weitere gute Ergebnisse wurden bei der Coppa Bernocchi, Tirreno–Adriatico, der Trofeo Matteotti, Grand Prix Villafranca de Ordizia und Tre Valli Varesine mit den jeweiligen dritten Plätzen eingefahren. Bei Giro d’Italia wiederholte das Team den Erfolg wieder zwei Fahrer unter die Top Ten, Fünfter und Sechster, zu bringen. 1977 wurde, neben den beiden Etappensiegen, der dritte Platz in der Gesamtwertung des Giro d’Italia erreicht, sowie zweite Plätze bei La Flèche Wallonne, Coppa Bernocchi, Coppa Agostoni und Trofeo Laigueglia. 1978 konnte das Team zweite Plätze beim Giro d’Italia, bei Mailand–Sanremo, bei der La Flèche Wallonne und der Coppa Sabatini erreichen.
1979 war das erfolgreichste Jahr des Team. Neben den Siegen beim Giro d’Italia, der Meisterschaft von Zürich, beim Grand Prix Midi Libre und der Tour de Romandie erzielte das Team zweite Plätze bei Mailand–Sanremo, Paris–Tours, Coppa Bernocchi und der La Flèche Wallonne. Nach der Saison 1979 löste sich das Team auf.

## Erfolge – Straße
1969
- zwei Etappen Giro d’Italia
- Italienischer Meister – Straßenrennen
- zwei Etappen Tirreno–Adriatico
- Giro del Veneto
- Giro della Provincia di reggio Calabria

1970
- zwei Etappen Giro d’Italia
- Mailand–Turin
- eine Etappe Tour de Romandie
- Genua–Nizza
- Gran Premio Montelupo
- Mailand–Vignola
- eine Etappe Giro di Sardegna

1971
- zwei Etappen Giro d’Italia
- eine Etappe Tour de France
- Tre Valli Varesine
- Giro del Lazio
- eine Etappe Giro di Sardegna
- Giro di Campania
- eine Etappe Tirreno–Adriatico
- GP Cemab
- Giro di Toscana

1972
- zwei Etappen Giro d’Italia
- Giro del Veneto

1973
- Italienischer Meister – Straßenrennen

1974
- fünf Etappen Giro d’Italia
- Italienischer Meister – Straßenrennen
- eine Etappe Tirreno–Adriatico
- eine Etappe Giro di Sardegna
- eine Etappe Giro di Romagna

1975
- zwei Etappen Giro d’Italia
- eine Etappe Paris–Nizza
- Trofeo Baracchi
- Coppa Bernocchi
- drei Etappen Mittelmeer-Rundfahrt
- Trofeo Laigueglia
- eine Etappe Giro di Sardegna
- Circuito di Col San Martino
- eine Etappe Giro di Puglia
- Giro dell’Emilia

1976
- zwei Etappen Tour de France
- eine Etappe Giro d’Italia
- Gesamtwertung und zwei Etappen Baskenland-Rundfahrt
- Mailand–Turin
- Giro di Romagna
- Gran Premio Città di Camaiore
- Giro della Provincia di reggio Calabria
- Gran Premio Industria e Commercio di Prato
- eine Etappe Giro di Sardegna
- eine Etappe Cronostaffetta

1977
- Lombardei-Rundfahrt
- zwei Etappen Giro d’Italia
- Italienischer Meister – Straßenrennen
- Gesamtwertung und eine Etappe Tour de Romandie
- Gesamtwertung und zwei Etappen Grand Prix Midi Libre
- Tre Valli Varesine
- Giro del Veneto
- Giro dell’Appennino
- Trofeo Pantalica
- GP Alghero
- Giro di Campania
- Giro del Friuli
- zwei Etappen Tour de l’Aude

1978
- fünf Etappen Giro d’Italia
- Gesamtwertung und eine Etappe Tirreno–Adriatico
- Gesamtwertung und zwei Etappen Ruota d’Oro
- Gesamtwertung und zwei Etappen Giro di Puglia
- Gesamtwertung und eine Etappe Tour d’Indre-et-Loire
- eine Etappe Escalada a Montjuïc
- Coppa Placci
- Coppa Agostoni
- Trofeo Baracchi
- Gran Piemonte
- GP Valsassina
- Trofeo Pantalica
- eine Etappe Giro di Sardegna
- Giro dell’Umbria
- Giro di Campania
- Giro dell’Appennino

1979
- Gesamtwertung,  Punktewertung, Teamwertung und drei Etappen Giro d’Italia
- Meisterschaft von Zürich
- Gesamtwertung und zwei Etappen Grand Prix Midi Libre
- Gesamtwertung und zwei Etappen Tour de Romandie
- Trofeo Baracchi
- Grosser Preis des Kantons Aargau
- Tre Valli Varesine
- GP Camaiore
- drei Etappen Katalonien-Rundfahrt
- zwei Etappen Tirreno–Adriatico
- eine Etappe Tour de Suisse
- eine Etappe Andalusien-Rundfahrt
- eine Etappe Giro di Frasassi
- eine Etappe Giro del Trentino
- Gesamtwertung und eine Etappe Course de L’Aproca
- GP Forli
- eine Etappe Ruota d’Oro
- eine Etappe Tour d’Indre-et-Loire

## Grand-Tour-Platzierungen
| Grand Tour            | 1969 | 1970 | 1971 | 1972 | 1973 | 1974 | 1975 | 1976 | 1977 | 1978 | 1979 |
| --------------------- | ---- | ---- | ---- | ---- | ---- | ---- | ---- | ---- | ---- | ---- | ---- |
| Vuelta a EspañaVuelta | –    | –    | –    | –    | –    | –    | –    | –    | –    | –    | –    |
| Giro d’ItaliaGiro     | 12   | 10   | 11   | 35   | 13   | 2    | 7    | 5    | 3    | 2    | 1    |
| Tour de FranceTour    | –    | 60   | 66   | –    | –    | –    | –    | 5    | –    | –    | –    |

## Monumente-des-Radsports-Platzierungen
| Monument                 | 1969 | 1970 | 1971 | 1972 | 1973 | 1974 | 1975 | 1976 | 1977 | 1978 | 1979 |
| ------------------------ | ---- | ---- | ---- | ---- | ---- | ---- | ---- | ---- | ---- | ---- | ---- |
| Mailand–Sanremo          | –    | 17   | 33   | –    | –    | –    | 43   | 2    | 19   | 2    | 2    |
| Flandern-Rundfahrt       | –    | –    | –    | 22   | –    | –    | 28   | –    | –    | –    | –    |
| Paris–Roubaix            | –    | –    | 35   | –    | –    | –    | –    | –    | –    | –    | –    |
| Lüttich–Bastogne–Lüttich | –    | –    | 10   | –    | –    | –    | –    | –    | –    | 7    | 13   |
| Lombardei-Rundfahrt      | –    | 17   | 10   | –    | –    | –    | 2    | 3    | 1    | 6    | 19   |

## Bekannte ehemalige Fahrer
- Giuseppe Saronni (1977–1979)
- Gianbattista Baronchelli (1974–1978)
- Wladimiro Panizza (1976–1977)
- Miguel María Lasa (1976)
- Franco Bitossi (1974–1975)
- Vittorio Adorni (1969–1970)
- Enrico Paolini (1969–1979)
- Josef Fuchs (1979)
- Roy Schuiten (1978–1979)